# Departamento Santa Rosa (Catamarca)
Das Departamento Santa Rosa liegt im Osten der Provinz Catamarca im Nordwesten Argentiniens und ist eine der 16 Verwaltungseinheiten der Provinz.
Es grenzt im Norden an die Provinz Tucumán, im Osten an die Provinz Santiago del Estero, im Süden an das Departamento El Alto und Westen an das Departamento Paclín.
Die Hauptstadt des Departamento ist Bañado de Ovanta.

## Geographie
Die Westgrenze des Departamentos Santa Rosa bilden die Sierras de la Viña, einem Teil der Sierras Pampeanas, die in präkambrischen Zeiten entstanden sind. Ihre Strukturen sind überdeckt durch jüngere Schichten aus dem Quartär.
Der wichtigste Fluss ist der Río Manantiales. Der Rio San Francisco bildet die Westgrenze des Departamento. Der Stausee Sumampa trug viel zur Entwicklung des Ortes Los Altos und seiner Umgebung bei.

## Bevölkerung
Die Zahl der Einwohner stieg nach Schätzungen des INDEC von 10.349 (2001) auf 11.040 Einwohner im Jahre 2005.

## Städte und Gemeinden
Das Departamento Santa Rosa ist in folgende Gemeinden (Municipios) und Siedlungen aufgeteilt:
- Alijilán
- Amaucala
- Ampolla
- Bañado de Ovanta
- Buena Vista
- Casa Santa
- Colonia Alijilan
- Cortaderas
- Cuchinoque
- Dos Pocitos
- El Abra
- El Empalme
- El Potrero
- El Quebrachal
- El Quebrachito
- El Retiro
- El Rodeíto
- El Talarcito
- Formosa
- La Abroncha
- La Bajada
- La Cañada
- La Carpintería
- La Porfía
- La Rita
- La Tusca
- Las Cañas
- Las Higueritas
- Las Tunas
- Lavalle
- Los Altos
- Los Bastidores
- Los Molles
- Los Ortices
- Los Troncos
- Manantiales
- Monte Redondo
- Ojo de Agua
- Ovanta
- Palermo
- Potropiana
- Pozo de Abajo
- Puerta Grande
- Puesto del Medio
- Puesto El 24
- Puesto La Cruz
- Puesto Los Carrizos
- Puesto Ruminoque
- Quebrachos Blancos
- Salauca
- San Francisco
- San Nicolás
- San Pedro
- San Ramón
- Sumampa
- Tascana

## Geschichte
Das Departamento Santa Rosa wurde 1981 per Provinzgesetz gegründet.

## Wirtschaft
Das Departamento Santa Rosa widmet sich vorwiegend der Landwirtschaft und Viehzucht, vor allem der Zitrusfruchtproduktion, dem Anbau von Tabak, Futterpflanzen und Gemüse. Der Ort San Pedro ist das landwirtschaftliche Zentrum des Departamentos auf Grund seiner Silokapazitäten für Getreide und seiner Anbindung an die Eisenbahn.